# Lachemilla pelusae
Lachemilla pelusae là loài thực vật có hoa trong họ Hoa hồng. Loài này được Gaviria mô tả khoa học đầu tiên năm 1996.